# Faro de Inishmore
El Faro de Inishmore (en inglés: Inishmore Lighthouse) es un antiguo faro, en desuso desde 1857, situado en la isla de Inishmore, la mayor de las islas de Aran, en la Bahía de Galway, Condado de Galway, Irlanda. Está situado en el centro de la isla a una altitud de 120 metros sobre el nivel del mar.

## Historia
El faro fue instalado en la isla de Inishmore, la mayor de las islas de Aran, cerca de la localidad de Dun Oghill. Fue encendido el 1 de mayo de 1818 y tenía una óptica giratoria que le daba una característica de destellos con el fin de diferenciarse del Faro de Cabo de Loop y del Faro de Isla de Clare, que eran ambos de luz fija. Tenía montadas siete lámparas de aceite y reflectores catóptricos que daban una vuelta cada 30 segundos.
La Autoridad del Puerto de Galway (Galway Harbour Commissioners) solicitó en 1850 al Ballast Board, antecesor del Commisioners of Irish Lights, el organismo a cargo de la gestión de las ayudas a la navegación de Irlanda, la construcción de un nuevo faro en las Islas de Aran, ya que el Faro de Inishmore no cumplía las exigencias de señalización de la entrada a la bahía y puerto de Galway. Para suplirlo se determinó instalar dos faros, uno en Inisheer y otro, el Faro de Eeragh, en la parte norte de la isla de Inishmore. El diseño de ambos faros corrió a cargo de George Halpin dando comienzo su construcción en 1853.
Comenzaron a funcionar el 1 de diciembre de 1857, apagándose el de Inishmore en esa misma fecha.